# Sengmaschine
Sengmaschinen sind Maschinen, die mit einer Oberflächenflammenbehandlung die abstehenden Fasern einer textilen Fläche verbrennen. Der Stoff wird über eine Walze (eventl. gekühlt) geführt, wo die Flamme je nach Dicke des Stoffes in einem bestimmten Winkel auf die Walze oder frei auf den Stoff brennt.
Diese Behandlung kann zum Beispiel für einen irritationsfreien Druck benötigt werden, weil abstehende Fasern eine Verschwimmung im Druckbild hervorrufen können.